# Nihonogomphus lieftincki
Nihonogomphus lieftincki là loài chuồn chuồn trong họ Gomphidae. Loài này được Chao mô tả khoa học đầu tiên năm 1954.